# Adja Fatou Sow
Adja Fatou Sow, née le 1er octobre 1985, est une taekwondoïste sénégalaise.

## Carrière
Adja Fatou Sow est médaillée de bronze dans la catégorie des moins de 59 kg aux Championnats d'Afrique de taekwondo 2001 à Dakar et médaillée de bronze dans la catégorie des moins de 59 kg aux Jeux africains de 2003 à Abuja. 
Elle est médaillée d'or dans la catégorie des moins de 63 kg aux Jeux africains de 2007 à Alger.